# Ferreros
Ferreros (en senabrés Ferreirus) es una localidad española perteneciente al municipio de Robleda-Cervantes, en la provincia de Zamora, comunidad autónoma de Castilla y León.
Pertenece, al igual que las restantes localidades de su municipio, a la comarca de Sanabria, compartiendo con ellos paisaje, cultura y tradiciones. En su término se encuentra el «yacimiento de Santo Toribio» en el que se encuentran los restos de un antiguo castro que estuvo habitado entre el siglo I a. C. hasta el IV después de Cristo.

## Ubicación
Se encuentra situado a unos diez minutos de la salida 75 de la A-52, la autovía de las Rías Bajas. En el pasado pudo estar emplazado en otra ubicación, ya que existen estudios que señalan que estuvo más abajo del actual cementerio.

## Historia
Ferreros ha estado poblada desde la época prehistórica, como demuestra el yacimiento encontrado en el denominado «Pico de Santo Toribio», situado en un elevado cerro. Recientes estudios indican que allí existió un castro que al menos estuvo habitado del siglo I antes de Cristo hasta el IV después de Cristo. Los restos encontrados apuntan a que en el castro y alrededores se desarrolló la actividad minera, pues a simple vista se divisan numerosas vetas de mineral de hierro, así como las necesarias infraestructuras consistentes en canalizaciones y rocas horadadas que pudieron ser soporte de estructuras mineras. El paraje está emplazado en una zona rica en cuarzo, aunque todo apunta a que allí se trabajó tanto el hierro como el bronce, el oro o la plata.
Durante la Edad Media quedó integrado en el Reino de León, cuyos monarcas habrían acometido la repoblación de la localidad dentro del proceso repoblador llevado a cabo en Sanabria. Tras la independencia de Portugal del reino leonés en 1143 habría sufrido por su situación geográfica los conflictos entre los reinos leonés y portugués por el control de la frontera, quedando estabilizada la situación a inicios del siglo XIII.
Posteriormente, en la Edad Moderna, Ferreros fue una de las localidades que se integraron en la provincia de las Tierras del Conde de Benavente y dentro de esta en la receptoría de Sanabria. No obstante, al reestructurarse las provincias y crearse las actuales en 1833, Ferreros, aún como municipio independiente, pasó a formar parte de la provincia de Zamora, dentro de la Región Leonesa, quedando integrado en 1834 en el partido judicial de Puebla de Sanabria. En torno a 1850, el antiguo municipio de Ferreros se integró en el de Robleda, que en la década de 1910 pasó a denominarse Robleda-Cervantes.

## Dependencia administrativa
- Judicial y notarialmente: Puebla de Sanabria.
- Eclesiásticamente: Diócesis de Astorga (Arciprestazgo de Sanabria).
- Militarmente: VII Región Militar (noroccidental con base en La Coruña).
- Académicamente: Distrito Universitario de Salamanca.